# Wizard by Pearson

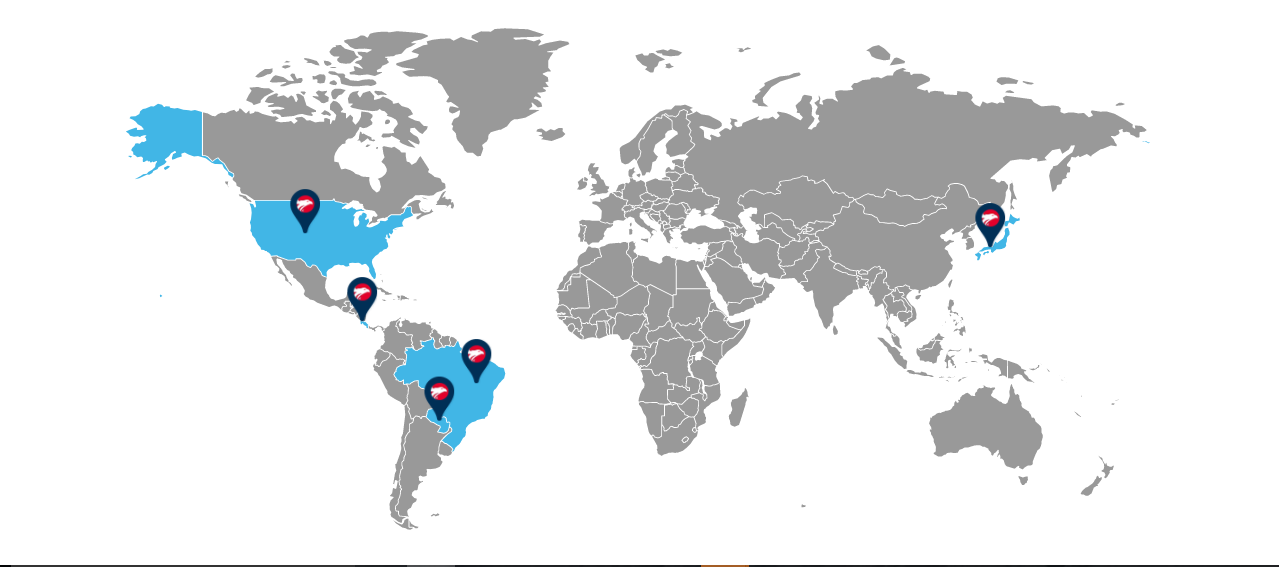
Presença da Wizard by Pearson no mundo.

Wizard by Pearson, Wizard Idiomas ou simplesmente Wizard, é uma empresa multinacional de educação brasileira, a maior rede de escolas de idiomas do mundo e líder em ensino de idiomas no Brasil.
Foi fundada no ano de 1987, por Carlos Martins, e adquirida pela Pearson em dezembro de 2013. A empresa britânica já era líder em educação no mundo e a aquisição de 100% do Grupo Multi, líder em cursos de inglês no Brasil e dona da marca Wizard, aumentava esse poder mercadológico da Pearson. O valor da transação foi de 1,7 bilhão de reais. Na época, o grupo Multi possuía 800 mil alunos e 2,6 mil escolas franquiadas. Portanto, desde 2014, Carlos Martins não é mais dono da marca Wizard.
A sede da Wizard localiza-se em Campinas, São Paulo. Os cursos trabalham com inglês, espanhol, italiano, alemão, francês, chinês, japonês, português para estrangeiros e inglês em braille. Todos os alunos da Wizard possuem o direito de, depois da conclusão do curso, fazer o Pearson English International Certificate, um certificado de proficiência internacional, que classifica a aprendizagem dos alunos.
Junto com as empresas Yázigi, Skill, a Wizard faz parte da multinacional Pearson.

## Metodologia
Sua metodologia baseia-se na chamada PNL - Programação Neurolinguística. Ou seja, trabalha o aprendizado do ser humano através de modelos.
Quanto ao ensino, a rede informa que a qualidade do seu método de ensino tenta inovar o conceito em seu segmento de atuação. A rede trabalha com materiais didáticos voltados para alunos da educação infantil, do ensino fundamental, do ensino médio, do ensino superior e da terceira idade. O material utilizado pela Wizard caracteriza-se pela sua tecnologia que permite a utilização da caneta Wizpen, permitindo o aprendizado do idioma de uma forma natural e gradativa.

## Wizard ON
Em março de 2020, quando as escolas do Brasil e do mundo tiveram que fechar por conta da pandemia da Covid-19, a Wizard migrou para o ensino online os mais de 400 mil alunos que estudavam idiomas na Wizard. Os alunos passaram a assistir suas aulas com os mesmos professores que ensinavam nas escolas, nas mais de 1,3 mil franquias do Brasil.
A escola virtual é conhecida pelos ambientes digitais, como conteúdos ao vivo, recursos audiovisuais e compartilhamento de arquivos para facilitar a interação entre o professor e estudantes.
O Brasil é o primeiro lugar do mundo em que o grupo Pearson vai testar esse método de ensino nos cursos de idiomas – o grupo está presente em 70 países. Nos Estados Unidos, onde atua em educação básica, a companhia britânica adotou esse modelo que mescla aulas físicas com atividades presenciais.

## Future 7
A Wizard lançou em 2019 um novo programa educacional, voltado para as crianças e adolescentes, chamado Future 7. São quatro disciplinas no cronograma: emotional intelligence (inteligência emocional), financial education (educação financeira), digital mindset (mentalidade digital) e logical thinking (pensamento lógico).
As disciplinas foram escolhidas de acordo com as sete competências importantes para o futuro, segundo o Fórum Econômico Mundial. São elas: criatividade, colaboração, pensamento crítico, resolução de problemas, comunicação e liderança.
O objetivo da rede é atender as necessidades do público adulto para o mercado de trabalho e as soft skills, ligados a comportamento e comunicação.
As aulas podem ser ministradas em inglês ou português, de acordo com a escolha do aluno.

## Pearson English International Certificate
A Pearson oferece no Brasil e no mundo o Pearson English International Ceritificate (PEIC), um exame de proficiência em inglês reconhecido por dezenas de empresas, instituições educacionais e governos.
Todos os alunos da Wizard no Brasil podem realizar o PEIC após a conclusão do curso. Todas as unidades da franquia podem se tornar centros aplicadores da prova, se
A prova avalia e mede a capacidade de comunicação em inglês em situações do mundo real. Presencial e para maiores de 14 anos, o exame testa as quatro habilidades de leitura, escrita, fala e escuta.

## Selos de Excelência em Franchising
Em 2020, a Wizard recebeu pelo décimo ano seguido o Selo de Excelência em Franchising, concebido pela Associação Brasileira de Franchising. O objetivo da premiação é reconhecer a atuação e relacionamento entre as melhores empresas do país e seus franqueados. São julgados critérios como processo de seleção, cumprimento das estimativas de investimento, fornecimento de insumos, suporte e treinamentos, comunicação, custo-benefício da marca, lucratividade e retorno do Investimento. Além disso, as marcas também recebem bônus baseados em critérios de sustentabilidade e retorno financeiro. 

## Wizard TV
O canal tem uma programação educativa e familiar, com programas sobre o turismo no Brasil, entrevistas com pessoas que estão ligadas à Wizard, como, por exemplo, os alunos, e videoclipes legendados. É o primeiro canal da escola de idiomas Wizard. O canal é transmitido pela televisão, via satélite, e pela Internet.